# 岩井隆盛
岩井 隆盛（いわい りゅうせい、1909年（明治42年）5月18日 - 1995年（平成7年）2月12日）は、日本の言語学者。金沢大学名誉教授。石川県羽咋郡押水町出身。

## 略歴
- 第四高等学校を経て、1935年（昭和10年）東京帝国大学文学部言語学科卒業。
- 1944年（昭和19年）石川青年師範学校教授。
- 1948年（昭和23年）石川師範学校教授。
- 1949年（昭和24年）金沢大学教育学部助教授。
- 1965年（昭和40年）同教授。
- 1966年（昭和41年）10月法文学部に配置替え。
- 1975年（昭和50年）定年退官。その後1980年（昭和55年）まで金沢女子短期大学教授、1988年（昭和63年）まで金沢大学非常勤講師を務める。
- 1981年（昭和56年）勲三等旭日中綬章受章。
- 1995年（平成7年）2月12日死去。

また、石川国語方言研究会会長（1950年-1960年）、石川県バレーボール協会顧問等を務めた。